# Poa chirripoensis
Poa chirripoensis là một loài cỏ trong họ hòa thảo, thuộc chi poa.